# Памятник Михаю Храброму (Алба-Юлия)
Памятник Михаю Храброму, средневековому князю, впервые объединившему румынские земли, установлен на территории крепости Алба-Каролина в Алба-Юлии, перед зданием княжеского дворца, служившего резиденцией Михая Храброго в 1599—1600 годах. Монумент сооружён в 1968 году, в ознаменование 50-летия присоединения Трансильвании к Румынии по итогам Первой мировой войны.
Первоначально планировалось поставить в историческом месте изваяние Михая Храброго, созданное молодым румынским скульптором Мариусом Бутуною, автором памятника генералу Суворову в Думбрэвени. Однако личным решением Николае Чаушеску памятник был поручен Оскару Гану, патриарху румынской монументальной скульптуры. Руководитель социалистической Румынии сентиментально рассудил, что для весьма пожилого Гана это может стать последней возможностью создать величественное произведение. Памятник открывал 28 ноября 1968 года сам Николае Чаушеску, премьер-министр Румынии Ион Георге Маурер и руководитель отдела пропаганды компартии Румынии Ион Илиеску. Скульптура же Мариуса Бутуною нашла впоследствии своё место на одной из центральных площадей Клуж-Напоки.
Бронзовая конная статуя высотой 6,5 метров водружена на двухметровый пьедестал. Михай Храбрый изображён в момент торжественного въезда в Алба-Юлию 1 ноября 1599 года, после победы в битве при Шелимбэре. При создании памятника Оскар Ган изучал старинные изображения князя. На нём широкий плащ и знаменитая шляпа с перьями на тулье. Господарь приподнялся на стременах, величавая фигура его выражает гордость и решительность. Левая рука с булавой триумфально поднята вверх, и это правильно — согласно летописи Михай Храбрый действительно был левшой.
В 1975 году, в год 375-летия объединения Румынии под властью Михая Храброго, позади памятника на фасаде княжеского дворца скульптором Хорией Флэмэнду был выполнен барельеф длиной 6,2 метров и высотой 3 метра. На нём изображён Михай Храбрый, принимающий дань от трёх Дунайских княжеств — Валахии, Молдавии и Трансильвании.